# Christoph Anstötz
Christoph Anstötz is een Duits orthopedagoog en hoogleraar filosofie aan de Universiteit van Dortmund in Duitsland. Hij is gespecialiseerd in ethische kwesties omtrent de opleiding van zwaar geestelijk gehandicapte mensen.
Anstötz hangt een modern utilitarisme aan dat hij ontleent aan de bio-ethicus Peter Singer. Hij houdt zich onder meer bezig met vraagstukken rond euthanasie en infanticide van ernstig verstandelijk gehandicapte kinderen. In zijn bijdrage aan het boek Great Ape Project (van de gelijknamige beweging) vergelijkt hij de geestelijke vermogens van ernstig verstandelijk gehandicapte mensen met die van mensapen.